# 헬륨-3
헬륨-3은 가볍고 안정한 헬륨의 동위 원소 중의 하나로, 두 개의 양성자와 한 개의 중성자를 갖고 있다. 헬륨-3은 양성자-양성자 연쇄 반응을 일으킬 때 생성된다. 또한 삼중수소가 베타 붕괴를 일으킬 때도 딸핵종으로 생성된다. 헬륨-3를 바닷물에 풍부한 중수소와 핵융합을 시키면 엄청난 에너지가 생산되기 때문에 달의 자원 중 가장 인류의 주목을 받고 있는 물질이다.

## 존재
헬륨-3은 지구의 대기 중 헬륨-4의 100만분의 1밖에 존재하지 않는다. 그렇지만 태양의 대기 중에는 0.0142%가 존재하며, 달 표면에도 지구보다 훨씬 많은 헬륨-3이 존재한다. 이 때문에 달 표면의 암석에서 헬륨-3의 채굴을 시도하는 연구도 이루어지고 있다. 태양의 헬륨-3은 빅뱅으로 생성된 헬륨-3이 쌓였지만, 지구 대기에는 지구가 만들어질 적에 존재했던 헬륨-3이 대부분 우주공간으로 흩어져, 현재에는 토륨이나 우라늄 등의 알파 붕괴의 결과로 생긴 암석에 존재한다. 한편, 달 표면에는 태양풍이 불기 때문에 헬륨-3이 존재한다.
1995년, 탐사선 갈릴레오 호가 목성 대기에 측정용 프로브를 돌입시켜, 대기를 질량분석계로 측정한 결과 3He와 4He의 비율이 약 1:10,000이었다.。

## 인공적인 합성
지구의 헬륨은 아주 적기 때문에, 리튬-6(6Li)에 양성자를 쏘아서 인공적으로 만드는 방법이 검토되었지만, 반응 단면적이 좁기 때문에 실용적이라고 할 수 없었다.
6Li + 1p → 3He + α
또, 리튬 원자에 중성자를 쏘아 삼중수소를 만들어, 이것을 베타 붕괴를 시킴으로 헬륨-3을 합성하는 방법도 있지만, 이 방법은 3H의 반감기(12.3년)를 기다려야 한다.
6Li + 1n → 4He + 3H
3H → 3He + β

## 특성
원자량이 다르기 때문에 상온의 기체 헬륨-4(4He)보다 밀도를 비롯한 끓는점, 임계점 모두 4He보다 낮다. 끓는점에서 액체의 밀도도 원자량과 증발열 모두 예측된 수치보다 낮다. 이런 사실은 헬륨 원자 사이에 작용하는 매우 약한 쌍극자 쌍극자 상호작용보다도 영점에너지의 기여량이 더 크기 때문이다.
|                                 | 3He            | 4He             |
| ------------------------------- | -------------- | --------------- |
| 끓는점(1 atm)                   | 3.19 K         | 4.23 K          |
| 임계점                          | 3.35 K         | 5.19 K          |
| 증발열                          | 0.026 kJ mol−1 | 0.0829 kJ mol−1 |
| 끓는점에서의 액체의 밀도(1 atm) | 0.059 g cm−3   | 0.12473 g cm−3  |

## 핵융합에서의 응용
중수소와 헬륨-3의 핵융합은 쿨롱 장벽이 높기 때문에, 핵융합으로의 실현이 비교적 쉽다고 생각되는 DT 반응으로 인한 질량 편차도 높다. 또 헬륨-3은 삼중수소와 달리 비방사성이며,  D-3He 반응은 중성자가 발생되지 않기 때문에, 비교적 취급하기 쉽다.
2H + 3H → 4He + 1n ,    17.571 MeV
2H + 3He → 4He + 1p ,    18.354 MeV

## 중성자 검출
헬륨-3은 중성자를 검출하기 위해 자주 이용된다. 이것은 3He의 중성자 흡수 단면적이 크기 때문에, 반응으로 인해 생성된 삼중수소와 되튀어진 양성자를 계측할 때 측정할 수 있다.
1n + 3He → 3H + 1H ,    0.764 MeV